# Retrato de Maria Quitéria de Jesus Medeiros

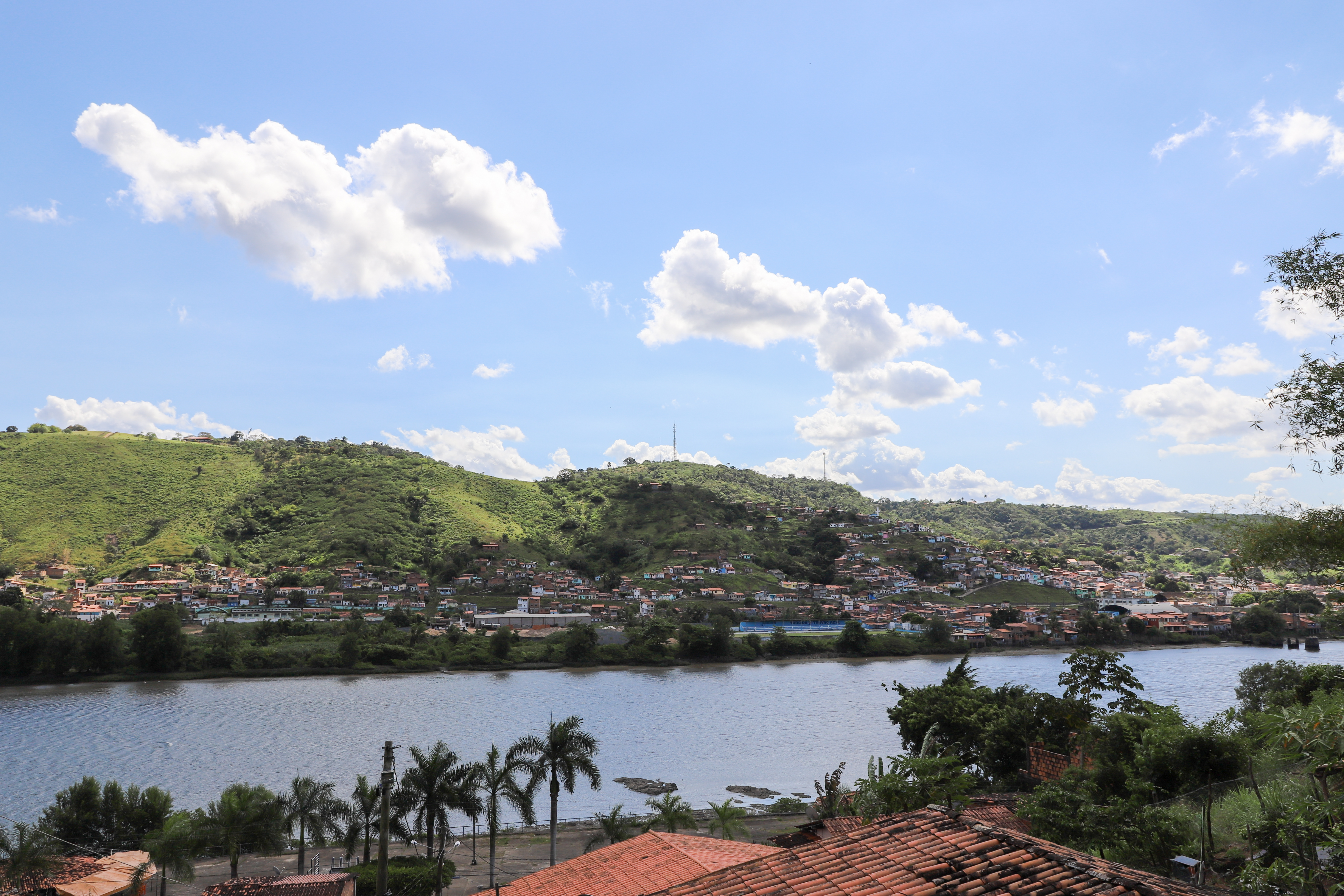
Vista do Rio Paraguaçu, que margeia a cidade de Cachoeira, no Recôncavo baiano. O rio foi palco de batalhas entre tropas lusitanas e os baianos independetistas. Aparece, de forma alusiva, no retrato de Maria Quitéria.

Retrato de Maria Quitéria de Jesus Medeiros é uma pintura de Domenico Failutti, pintada em 1920, por ocasião das comemorações do Centenário da Independência do Brasil. A obra é do gênero pintura histórica e foi encomendada para compor o Salão de Honra do Museu do Ipiranga em São Paulo. Retrata a combatente baiana Maria Quitéria, que pegou em armas na campanha independentista da Bahia, durante a Guerra da Independência do Brasil.

## Descrição
Na pintura, Maria Quitéria é representada em trajes militares e segurando com um mosquete com as mãos. O fardamento é típico do Batalhão dos Periquitos, que ganhou essa alcunha devido à cor amarela nos punhos e na gola do uniforme azulado. A paisagem que circunda a figura tem características idealizadas, mas que remetem ao Recôncavo baiano, palco dos combates em Quitéria participou. O rio que corre em direção ao horizonte faz referência ao Rio Paraguaçu, que margeia a cidade de Cachoeira e desemboca na Baía de Todos-os-Santos.
Maria Quitéria ostenta em seu peito esquerdo a a insígnia de Cavaleiro da Imperial Ordem do Cruzeiro, distinção oferecida por Dom Pedro I àqueles que se notabilizaram no processo de Independência do Brasil. É de se notar, no entanto, que a insígnia original é formada por uma estrela branca de cinco pontas bifurcadas e maçanetadas, diferente, portanto, da estrela de quatro pontas presente no retrato.
A obra foi produzida com tinta a óleo. Suas medidas são: 233 centímetros de altura e 133 centímetros de largura. Faz parte de Museu do Ipiranga, localizada no Salão de Honra do Eixo Monumental.

## Domenico Failutti
Domenico Failutti foi um pintor italiano, de formação acadêmica clássica, que se destacou por seus retratos. Realizou trabalhos em diversos países da Europa e da América, dentre eles Itália, Hungria, Brasil, Uruguai e Estados Unidos. Suas obras de maior destaque foram produzidas em território brasileiro. Grande parte de seu trabalho faz parte do acervo do Museu Paulista (conhecido como Museu do Ipiranga).

## Análise
A obra foi encomendada pelo diretor do Museu Paulista, Afonso d'Escragnolle Taunay, no centenário da Independência do Brasil. Na encomenda, o diretor do museu pediu que Domenico Failutti se baseasse na gravura publicada em Diário de uma viagem ao Brasil da inglesa Maria Graham. A gravura é baseada no desenho de Augustus Earle, também inglês, que viveu no Rio de Janeiro nos anos 1820. Taunay atribuía à produção dos viajantes europeus um estatuto de verdade documental. Na sua concepção de teoria histórica, também as obras produzidas a partir dessas fontes consideradas fidedignas seriam, elas próprias, documentos históricos.
Domenico Failutti foi responsável ainda pelo retrato de Sóror Joana Angélica, que figura na Galeria de Próceres da Independência, alocada no alto da escadaria. A escolha do artista para as encomendas, de acordo com o relatório escrito por Afonso Taunay, veio diretamente do presidente do estado de São Paulo à época, Washington Luís.
O retrato foi concebido para dar um sentido ao papel das mulheres na formação nacional brasileira. O quadro de Quitéria criaria um paralelismo com o Retrato de Dona Leopoldina de Habsburgo e seus filhos, também localizado no Salão de Honra. Ambos os quadros representariam distintos lugares a serem ocupados pelas mulheres no imaginário nacional. Por um lado, a guerreira e, de outro, a figura materna. O retrato de Joana Angélica, por sua vez, evoca o lugar da mártir.
Para alguns autores, a condecoração em Quitéria, a insígnia de Cavaleiro da Imperial Ordem do Cruzeiro, é uma forma de reconhecer também Dom Pedro I, que reconheceu a militar.